# 紅頭文件

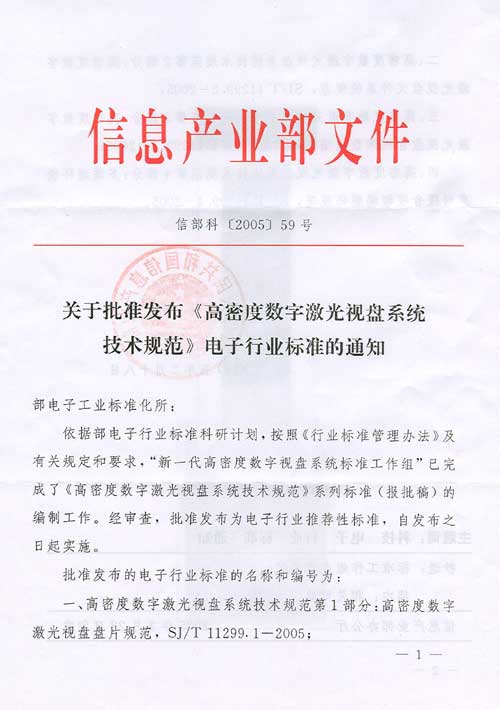
图为原中华人民共和国信息产业部印发的一份红头文件。

1999年颁布的中华人民共和国《行政复议法》通过排除法对“红头文件”作了一个笼统的划定，划定“红头文件”为排除法律、行政法规、地方法规、行政规章以外的“乡、镇人民政府的规定、县级以上地方各级人民政府及其工作部门的规定、国务院部门的规定”。它还应包括各级党委、人大、政府、政协所出台的各种政策性文件、决定、意见等。
此类文件的特点是“针对不特定对象所发布的，能够长期、反复适用的行政规范性文件”，是行政执法的重要依据之一。
此类文件发布不同于《立法法》规定的法律、法规、规章的公布于报刊媒体的方式，而是在权力机关和有关机关及企/事业单位、社会团体内部层层传达。
此类文件的字体、字号、排版、措辞等有着严格要求，结尾都会有传达到哪一级的要求，比如省军级、县团级等；有的还有密级要求，如加注“绝密”、“机密”、“保密”。
因其上部的标题（发文单位）为红色小标宋体字，并在标题下方印有红色双线，人们习惯称之为“红头文件”。

## 式样
- 普通公文格式首页版式
- 普通公文格式首页版式（该文件的红头为自定义版式）
- 信函格式首页版式
- 普通公文格式首页版式2
- 命令（令）格式首页版式
- 内部明电格式首页版式